# Кім Ньюмен
Кім Ньюмен, також Ньюман (англ. Kim Newman; 31 липня 1959, Лондон, Велика Британія) — англійський письменник, кінокритик і журналіст, фахівець із кінематографу в жанрі горор і літературі жахів. Багаторазовий лауреат різних літературних премій у жанрі.

## Життєпис
Кім Ньюмен народився в Лондоні, а дитинство провів у селі Еллер у графстві Сомерсет. Другом дитинства Ньюмена став майбутній письменник (і співавтор) Юджин Бірн. Кім Ньюмен багато читав, надаючи перевагу фантастичній літературі, і з дитинства любив фільми жахів. Свій перший роман він написав у віці 15 років.
Закінчивши школу, Кім Ньюмен вступив на відділення англійської мови та словесності до університету Сассекса.
1980 року він повернувся до Лондона, де працював у театрі, був автором декількох постановок. Крім того, він грав у оркестрі «Club Whoopee», який виступав у лондонських кабаре. Також Ньюмен займався журналістикою, що дозволило йому поступово набути певної репутації в навкололітературних колах.
Після виходу першого критичного огляду кінематографу жахів, написаного у співавторстві з Нілом Ґейманом, Кім Ньюмен зосередився на кар'єрі кінокритика та письменника.

## Творчість

### Серія «Anno Dracula»
Нині найвідомішим і комерційно успішним проєктом Ньюмена є серія романів і оповідань під загальною назвою «Anno Dracula», створена на стику кількох жанрів — альтернативної історії, інтелектуального горору і вампірського роману, і розповідає про альтернативну реальність, у якій вампір Дракула з однойменного роману Брема Стокера захопив владу у вікторіанській Англії.
Зараз серія включає романи «Ера Дракули» (1992), «Криваво-червоний барон» (1995) і «Дракула ча-ча-ча» (1998, також друкувався під назвою «Суд слізний»), а також кілька оповідань. Офіційно серію не завершено.

### Під ім'ям «Джек Йовіл»
Під псевдонімом «Джек Йовіл» Ньюмен опублікував низку книг за мотивами рольової гри Warhammer (романи «Драхенфельс», «Тварини в оксамиті» та збірки оповідань «Срібні кігтики» та «Женевьева невмерла», об'єднані спільною головною героїнею — вампіркою Женев'євою Дьєдонне). Його перу також належать кілька романів за мотивами гри Dark Future («Крокодилові сльози», «Завантажте демона», «Дорога 666» і «Камбек-тур»).

### Окремі романи
Також Кім Ньюмен є автором кількох позасерійних романів: «Нічний мер» (1989), «Погані сни» (1990), «Яго» (1991), «Кворум» (1994), «Життя — це лотерея» (1999), «Час та відносність» (2001). У співавторстві з Юджином Бірном Ньюмен написав також романи «Назад у СРСР» (1997) та «Справа Британії».

### Оповідання
Розповіді автора зібрано в книгах «Незвичайний доктор Тінь та інші оповідання», «Знамениті чудовиська», «Сім зірок», «Непробачні історії», «Мертві ходять швидко», «Там, де закопано тіла» та «Людина з клубу „Діоген“».

### Сценарії та адаптації
Кім Ньюмен написав сценарії до фільмів «Англійська історія про привидів» та «Зникла дівчина» (також виступив режисером). Його оповідання «Жінка тижня» лягло в основу одного з епізодів канадського телесеріалу «Голод».

### Нон-фікшн
Ньюмен — співавтор (разом зі Стівом Джонсом) двотомника «Горор: 100 найкращих книг», а також автор кількох монументальних критичних робіт: огляду фільмів жахів «Страшно, аж жах» (1985), книг «Кошмарні фільми: Критичний огляд фільмів жахів від 1986 року» та «Фільми про Дикий Захід». Крім того, разом із Полом Макоулі Ньюмен взяв участь у редагуванні «Альтернативної антології з історії музики».

## Особливості творчості
У своїх творах Кім Ньюмен часто вдається до постмодерністських ігор з читачем, по-новому обігруючи знайомі сюжети (переважно зі сфери масової культури) і вставляючи в оповідання численні відсилання до класичних творів літератури жахів. Ньюмен також відомий потягом до альтернативної історії і любов'ю до включення в оповідання реальних сучасників або широко відомих людей, чиї образи також химерно заломлюються (часто не без елементів сатири).